# Sylver
Sylver es un grupo belga de trance que se dio a conocer por su canción Turn the Tide. Está compuesto por la vocalista Silvy De Bie (nacida el 4 de enero de 1981) y por Wout Van Dessel (nacido el 19 de octubre de 1974) que se encargaba del teclado y las letras. Regi Penxten era el productor y el coautor. Estuvieron activos desde 2000 hasta 2014, cuando Silvy De Bie decidió centrarse en su carrera en solitario. En 2017, vuelven a juntarse con "Turn Your Love Around", su nuevo sencillo.
Silvy comenzó su carrera musical con nueve años en la serie de televisión De Kinderacademie (Academia de los Niños). Una ley belga, que prohibía a los niños menores de 16 años trabajar, supuso un repentino final a su carrera. Más adelante, volvió con el grupo Lance.
Wout es un conocido DJ belga. Él y Silvy se conocieron en la discoteca donde éste era DJ residente.
Las giras de Sylver no sólo se redujeron a Bélgica, sino que fueron también en América del Norte, Sudáfrica, Asia y Europa.

## Biografía
En 2001 Sylver triunfó en las listas alemanas con su primer álbum, Chances, que incluía el sencillo Turn the Tide. Este último se colocó en su primera semana en el número ocho de las listas y, durante ocho semanas estuvo en el número dos (por debajo de Atomic Kitten con su Whole Again), permaneciendo en el Top 10 durante doce semanas. Un mes después, el álbum alcanzó el puesto 16 y permaneció durante 49 semanas en el Top 100. El sencillo Forever In Love también estuvo en las listas.
Su segundo álbum, Little Things (2003) no fue menos con sus sencillos Livin' My Life y Why Worry.
El 2 de noviembre de 2004, su tercer álbum, Nighttime Calls, salió a la luz. El primer sencillo de este álbum, Love is an Angel, subió rápidamente al Top 10 belga desde su lanzamiento el 20 de septiembre.
Además de sintetizadores y samplers, Sylver también utilizaba la guitarra, el piano e instrumentos de percusión.
En el año 2017 vuelven a la escena musical electrónica con "Turn Your Love Around", su nuevo sencillo. Un nuevo trabajo con un sonido totalmente renovado. 

## Discografía

### Álbumes
- Chances (2001)
- Little Things (2003)
- Nighttime Calls (2004)
- Crossroads (2006)
- Best Of The Hit Collection 2001-2007 (2007)
- Sacrifice (2009)
- Decade (2010)

### Sencillos
- Turn The Tide (2000)
- Skin
- Forgiven
- Forever In Love
- In Your Eyes
- The Smile Has Left Your Eyes
- Livin' My Life (2003)
- Why Worry
- Shallow Water
- Wild Horses
- Love Is An Angel (2004)
- Make It
- Take Me Back
- Lay All Your Love On Me (2006)
- One Night Stand
- Why
- The One (2007)
- One World, One Dream (2008) (*#25 Ultratop 50)
- Rise Again
- I Hate You Now (2009)
- Foreign Affair (2009)
- Music (2009)
- It's My Life (2010)
- Turn The Tide 2010
- Stop Feeling Sorry (2011)
- City Of Angels (2012)
- Turn Your Love Around (2017)
- I Won't Wait (2019)
- Losing My Religion (2020) (Sylver, Angemi & Dave Crusher) (R.E.M. cover)
- Finally Here (2022)
- Turn The Tide Revisited (2023) (Sylver & Lowriderz)
- Holdin' On (2023)